# Contournement de La Roche-sur-Yon
Le Contournement de La Roche-sur-Yon est la rocade urbaine de la ville de La Roche-sur-Yon en Vendée.
On distingue le contournement nord et le contournement sud.

## Contournement nord
Le contournement nord la rocade est une portion de la D160 qui dessert le nord de la ville. La vitesse y est  limitée à 110 km/h, à l'exception d'une partie entre la sortie 33 et le Ront-Point des Olonnes limitée à  90 km/h.
Elle s'étend de l'échangeur de la Landette à l'ouest à l'échangeur de Château-Fromage à l'est.

### Historique
- 1995 : Début du chantier de la RN 160[1]
- 1998 : Ouverture à la circulation[1]
- 2006 : La RN 160 a été déclassée en RD 160
- 2007 : Début du chantier de dénivellement du rond-point de l'Atlantique[2]
- 2009 : Mise en service du rond-point de l'Atlantique dénivelé
- 2016 : Décision de doubler le tronçon entre le rond-point Bernard Palissy et le rond-point Napoléon-Vendée[1]
- 2018 : Début des travaux de doublement[3]
- 2019 : Mise en service de la 2x2 voies[3]
- 2021 - 2023 : Livraison des ronds-points dénivelés[3]

## Contournement sud
Le contournement sud est une section de l'A87, longue de 16 km, ouverte à la circulation le 4 juillet 2008. Elle est gratuite pour les usagers qui l'empruntent et la vitesse y est limitée à 130 km/h.
Comme le contournement nord, cette rocade s’étend de l'échangeur de la Landette à l'ouest à l'échangeur de Château-Fromage à l'est.

## Tracé
Contournement sud
- 30 La Roche-sur-Yon-Est  - D 948 – villes desservies : Noirmoutier, La Roche-sur-Yon-centre, St-Gilles, St-Hilaire, La Chaize-le-Vicomte, Niort, Nantes :
- 31 La Roche-sur-Yon-Centre - D 746 : Luçon, La Rochelle, Bourg-sous-la-Roche, Saint-Florent-des-Bois
- Viaduc de l'Yon
- 32 La Roche-sur-Yon-Sud - D 747 : La Tranche-sur-Mer, Aubigny,
- 33 La Roche-sur-Yon-Ouest - D 160 : La Roche-sur-Yon-nord et centre,  Saint-André-d'Ornay, Venansault, Les Clouzeaux, Les Sables-d'Olonne

Contournement nord
- 33 La Roche-sur-Yon-Ouest : La Roche-sur-Yon-nord et centre,  Saint-André-d'Ornay, Venansault, Les Clouzeaux, Les Sables-d'Olonne
- Carrefour giratoire entre D 160 et D 42
- Échangeur de l'Atlantique - D 948 – villes desservies : Challans, Noirmoutier, Aizenay
- Hippodrome des Terres-Noires
- Rond-Point Bernard Palissy -D 763, en direction de Nantes, Montaigu.
- Rond-Point Napoléon-Vendée - D 160 – villes desservies : Cholet, Les Herbiers, La Ferrière
- 30 Échangeur de Château-Fromage